# پل. سی. ووگل
پل. سی. ووگل (به انگلیسی: Paul Vogel) فیلمبردار آمریکایی سینمای هالیوود است که برنده جایزه اسکار بهترین فیلمبرداری سال ۱۹۴۹ شد

## بخشی از فیلمشناسی
- قلب رازگو (۱۹۴۱)
- قشر مرفه (۱۹۵۶)
- ماشین زمان (۱۹۶۰)